# Raymond Dubly
Raymond Dubly (* 5. November 1893 in Roubaix, Département Nord; † 7. September 1988 in Toulouse) war ein französischer Fußballspieler.

## Die Vereinskarriere
Dubly, der anlässlich eines kurzen Englandaufenthaltes bei Uckfield FC sein Interesse am Fußball entdeckt hatte, schloss sich 1911 dem Racing Club de Roubaix an, für den auch mindestens vier seiner älteren Brüder spielten, Jean sogar als (1908 allerdings nur einmal berufener) Nationalspieler. Raymond war ehrgeizig und ließ sich regelmäßig von einem örtlichen Trainer beraten; das war in der Frühzeit des Fußballs eher die Ausnahme, kam dem Linksaußen aber offenkundig zugute: er verbesserte dadurch Grundschnelligkeit (11,0 Sekunden auf 100 m!) und Balltechnik und übte mit einem Tennisball Dribblings (heute „Eins-zu-Eins-Situation“ genannt).
Sein Verein war Anfang des Jahrhunderts einer der stärksten des Landes überhaupt, hatte zwischen 1902 und 1908 fünfmal die Landesmeisterschaft der USFSA, des ältesten und mitgliederstärksten der vor 1919 noch miteinander konkurrierenden Fußballverbände, gewonnen und spielte auch in den folgenden Jahren bis zum Ersten Weltkrieg immer ganz oben mit. Ein Vereinstitel in Meisterschaft (die ohnehin erst ab 1932 als offizielle gilt) oder Pokal (größter Erfolg: Viertelfinalist 1923) blieb Dubly zwar vor wie nach dem Krieg verwehrt; aber er wurde bereits mit 19 Jahren Nationalspieler und blieb dies mehr als zwölf Jahre lang.
Als Raymond Dubly 1931 mit dem Sport aufhörte, hatte er – auch das für damalige Zeiten bereits ungewöhnlich – „seinem“ Klub über 20 Jahre die Treue gehalten.

## Der Nationalspieler
Von Februar 1913 bis Mai 1925 spielte Raymond Dubly insgesamt 31-mal in der Équipe Tricolore, neun Spiele davon als Mannschaftskapitän, erzielte „nur“ vier Tore, bereitete aber zahlreiche weitere für Gabriel Hanot, Henri Bard, Paul Nicolas und Jules Dewaquez vor. Zwischen 1923 und 1928 war er französischer Rekordnationalspieler. Zu seinen Palmarès gehört auch die Teilnahme an den Endrunden bei den Olympischen Spielen 1920 und 1924. Eine größere Zahl an internationalen Einsätzen verhinderte der Krieg: zwischen Mai 1914 und März 1919 trug Frankreich kein einziges Länderspiel aus; Dubly selbst bestritt sieben Spiele 1913/14 und 24 im Zeitraum 1920–1925.
Auch zu dem frühen ersten Triumph der Bleus (2:1 gegen den allerdings überwiegend mit Amateurspielern angetretenen „Lehrmeister England“, exakt an Napoléons einhundertstem Todestag) trug er entscheidend bei; eine Schlagzeile am Tag danach lautete „Napoléon Dubly hat Sankt-Helena gerächt“. L'Auto, der Vorgänger der L’Équipe, schrieb über den untersetzten Stürmer etwas sachlicher: „Seine Vorstöße säten Panik in die englische Abwehr; und beinahe hätte er Torhüter Ernest Coleman mit einem Heber aus 40 Metern überrascht“.

## Leben nach dem Fußball

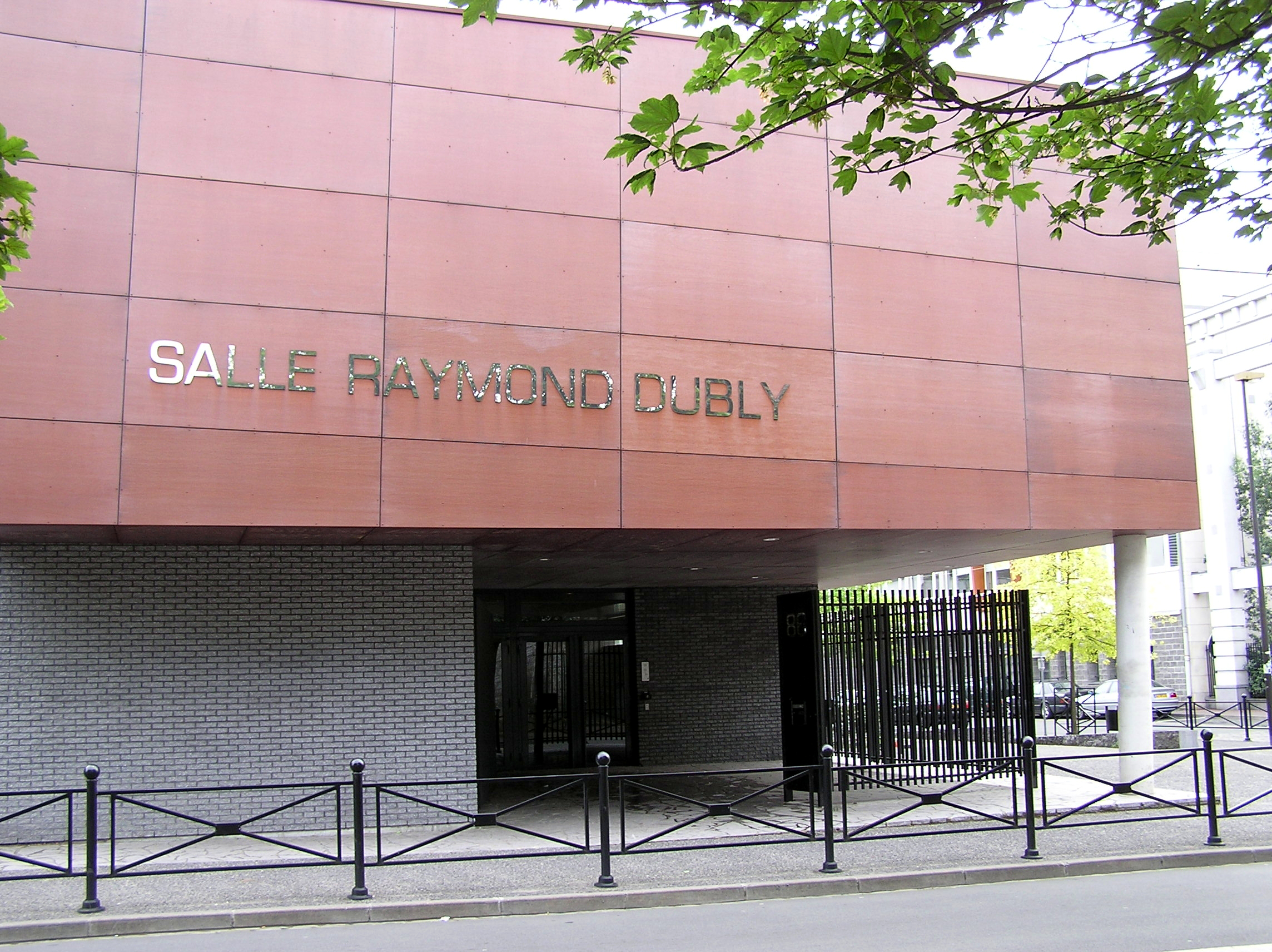
Die Salle Raymond Dubly in Roubaix

Ganz vom Fußball hatte Dubly auch nach seiner aktiven Zeit nicht gelassen: er spielte bis weit nach seinem 50. Lebensjahr regelmäßig in „Ehemaligen-Teams“, war auch einige Zeit im Trainerstab des Fußballverbandes FFF tätig. Beruflich arbeitete er bis in den Zweiten Weltkrieg hinein für das elterliche Unternehmen nahe Laon, zuletzt als Direktor. Nach dessen Zerstörung wurde er Repräsentant eines Textilunternehmens; mit 65 setzte er sich zur Ruhe. Seine Vaterstadt hat eine Sporthalle, die Salle Raymond Dubly, nach ihm benannt.